# 10902 Hebeishida
10902 Hebeishida è un asteroide della fascia principale. Scoperto nel 1997, presenta un'orbita caratterizzata da un semiasse maggiore pari a 2,314513 UA e da un'eccentricità di 0,092789, inclinata di 9,306841° rispetto all'eclittica. Ha un diametro di 5,213 km.